# مصطفى أيرتان
مصطفى ارتان (بالتركية: Mustafa Ertan)‏، من مواليد 21 أبريل 1926، وتوفي بتاريخ 17 ديسمبر 2005، وهو لاعب كرة قدم تركي سابق، وكان يلعب مركز الدفاع، ولعب عدة أندية، ومنها تورك تليكوم وطرابزون سبور.